# Bruce Lee
Ne doit pas être confondu avec Bruce Li, Bruce Le ou Butch Lee.
Pour les articles homonymes, voir Lee.
Lee Jun-fan (李振藩), dit Bruce Lee, est un artiste martial, acteur, réalisateur, producteur et scénariste sino-américain, né le 27 novembre 1940 à San Francisco (États-Unis) et mort le 20 juillet 1973 à Hong Kong.
Parallèlement à sa carrière d'acteur, Bruce Lee crée son propre art martial, le jeet kune do. Considéré comme le plus grand maître d'arts martiaux du cinéma mondial du XXe siècle, il a ouvert la voie à d'autres acteurs asiatiques de films d'arts martiaux comme Jackie Chan, Jet Li ou Tony Jaa, voire occidentaux comme Chuck Norris, Steven Seagal, Jean-Claude Van Damme ou Scott Adkins et afro-américains tels que Wesley Snipes et Michael Jai White.
Grâce à ses contributions au cinéma et à la télévision, Bruce Lee incarne pour beaucoup l'homme fort atteignant le sommet de la perfection physique et l'invincibilité au combat à mains nues. Sa notoriété a eu un rôle important dans l'intérêt du grand public occidental pour les arts martiaux chinois.
Sa mort prématurée, à l'âge de 32 ans, a contribué à le faire entrer dans la légende du cinéma et des arts martiaux et, à Hong Kong, donna naissance à toute une mode de films essayant de se vendre comme des « films de Bruce Lee » : la « Bruceploitation ».
En 2014, il est la dixième célébrité décédée ayant généré le plus de revenus après sa mort.

## Biographie

### Enfance
Né Lee Jun-fan (李振藩), son prénom Bruce lui aurait été donné par une infirmière ou un médecin de l'hôpital chinois de San Francisco (en) où il est né (lors de l'année du dragon) alors que son père, Lee Hoi-chuen, une star de l'opéra chinois, est en tournée en Californie. Sa mère, Grace Ho (何愛瑜), avec des origines chinoises et germaniques, est la demi-nièce de Sir Robert Hotung, homme d’affaires et philanthrope de Hong Kong.
Bruce Lee (Li, selon l'orthographe pinyin officielle pour le mandarin, Lee étant en jyutping pour le cantonais) est élevé à Hong Kong, auprès de ses deux frères Peter et Robert (né en 1948), ainsi que ses deux sœurs Agnès et Phoebe. Lee Hoi-chuen, né dans le district de Shunde (Guangdong) était comédien, vedette de l'opéra de Canton, ce qui permet à Bruce d'apparaître dans plusieurs films asiatiques durant son enfance.
C'est à l'âge de 13 ans, vers 1953, ou 1954,, après avoir été initié au tai-chi-chuan que Bruce Lee commence à étudier un art martial chinois, le wing chun, dans l'école du célèbre maître Yip Man auprès de Wong Shun-leung.

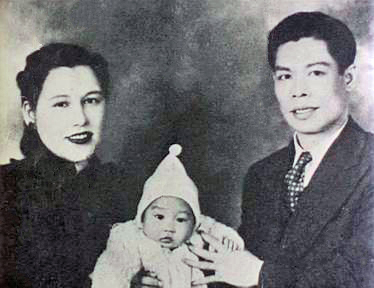
Bruce Lee bébé, entouré de ses parents.
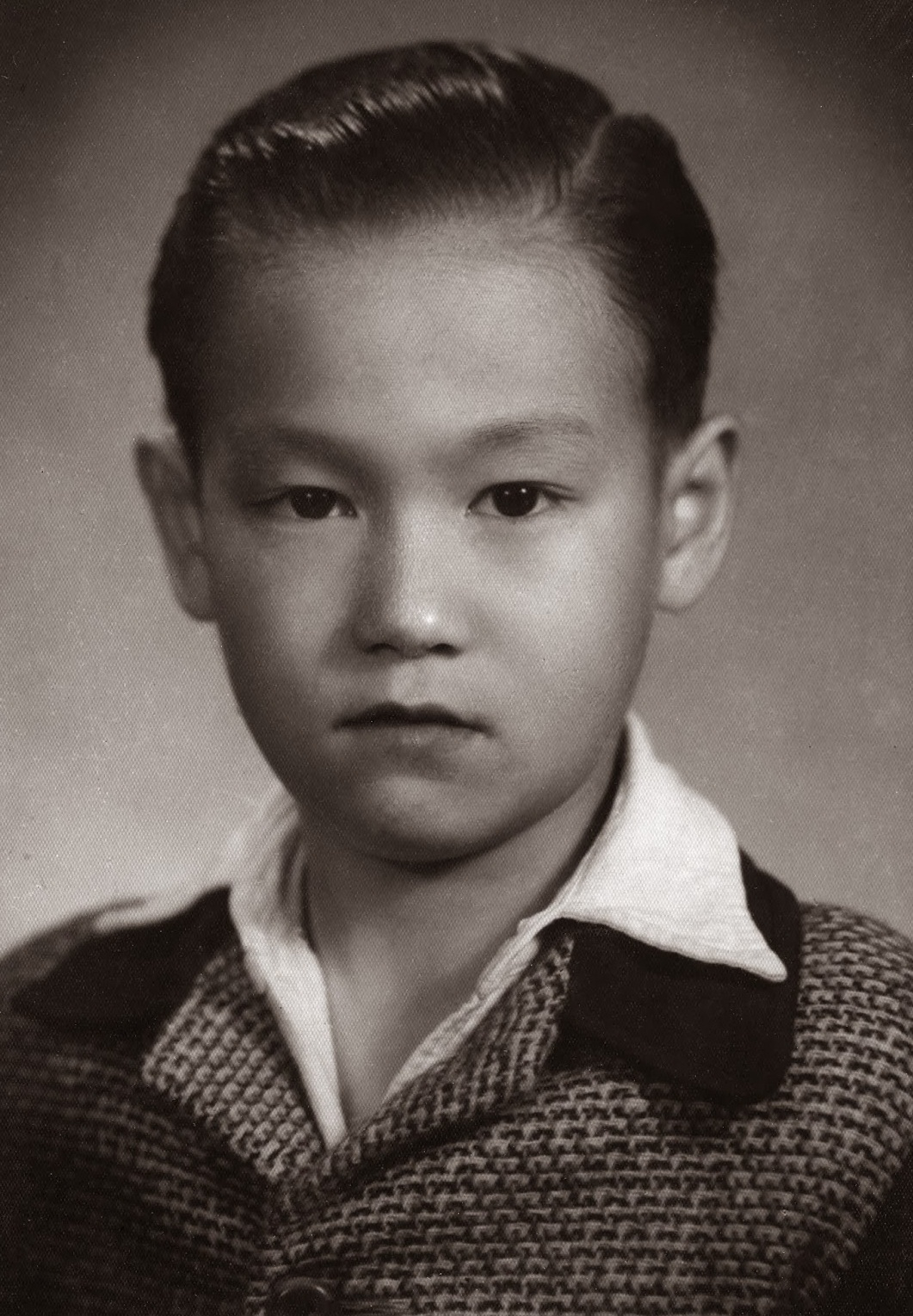
Bruce Lee en 1946.

### Retour aux États-Unis

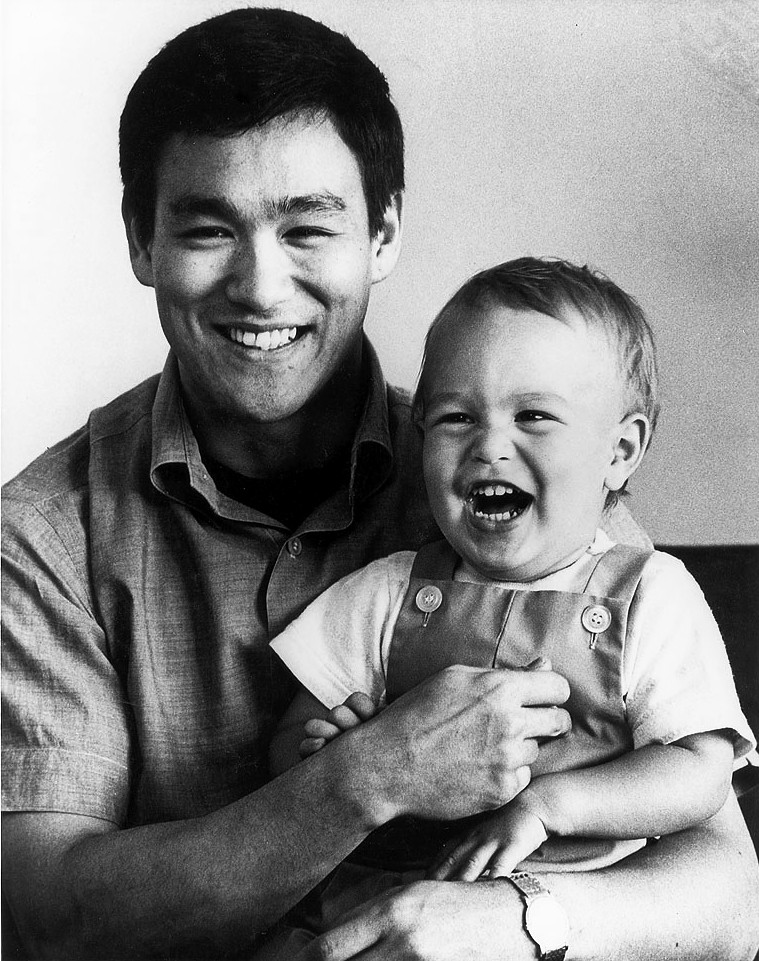
Bruce Lee et son fils Brandon, vers 1966.

Pour valider sa nationalité américaine, et parce que sa mère veut l'éloigner des gangs de rues chinois où son fils se bat régulièrement, Bruce Lee est envoyé à 19 ans aux États-Unis où il entre à l'Edison Technical School (en) de Seattle. Par la suite, il entame des études de théâtre à l'université de Washington. C'est là qu'il rencontre sa future femme, Linda Emery, une jeune étudiante, en lui donnant des cours de kung-fu. Ils se marient à Oakland en Californie le 17 août 1964. Le couple aura deux enfants, Brandon (1965-1993) et Shannon (née en 1969).
C'est à cette époque que Bruce Lee commence à enseigner sérieusement les arts martiaux en ouvrant une école. Il enseigne à tous ceux qui veulent apprendre son style de kung-fu, qu'il appelle « jun fan gung-fu », basé essentiellement sur le wing chun. D'après le témoignage de sa femme, cet enseignement est mal perçu par les autres écoles d'arts martiaux, qui jugent que le kung-fu ne doit être enseigné qu'à des Chinois. Selon elle, c'est pour cette raison que Bruce Lee a dû relever un défi : combattre le maître Wong Jack-man ; s'il perdait, il devrait fermer son école[réf. souhaitée].
Selon plusieurs sources controversées, Bruce Lee remporte le duel. Toutefois, le maître Wong Jack-man se plaignit que Bruce Lee, en l'absence d'arbitrage, s'était battu de manière non sportive, et proposa cette fois un combat public. Bruce Lee ne donna pas suite. Selon son épouse, Lee remporta le combat avec difficulté, ce qui le motiva à réfléchir sur un art martial efficace et fit naître dans son esprit un nouveau sport de combat : le jeet kune do.

### Création du jeet kune do: la lignée martiale

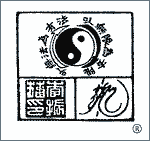
Logotype de la fondation Bruce Lee.

Bien que victorieux[réf. souhaitée], le jeune maître est déçu par sa prestation. Il se croyait capable de mettre un adversaire KO en quelques secondes mais le combat a sollicité toute son énergie. C'est cette mésaventure qui va le conduire à remettre en doute l'enseignement traditionnel et à s'intéresser à la musculation.

Bruce Lee en train de pratiquer les arts martiaux avec Yip Man.

Il créera alors le jeet kune do (« la voie du poing qui intercepte »), utilisant des techniques extérieures au kung-fu. Le jeet kune do visait à être plus pratique, plus fluide et plus rapide que le kung-fu traditionnel mais surtout plus adapté au combat réel, en intégrant des techniques tant de la boxe anglaise, de la savate (boxe française), de la lutte européenne, du judo, du ju-jitsu ou de la boxe thaï que de la self-défense (hapkido, qu'il apprend de Ji Han-Jae), de l'escrime ou du kali (art de combat philippin auquel il a été initié par son ami, Dan Inosanto). Il a également été pensé comme système de renforcement musculaire. Il écrit plusieurs livres expliquant ses techniques, qu'il qualifie d'« auto-défense ». Plus tard, le jeet kune do (ou JKD) sera intégré au close quarters combat enseigné aux forces spéciales américaines.
Il essaye également de poursuivre une carrière cinématographique, entamée dans l'enfance en Chine, mais l'essentiel de ses revenus vient de l'enseignement.
Début 1970, lors d'un exercice de musculation, il se blesse grièvement au dos. Il s'était déjà blessé plusieurs fois à cet endroit entre 1964 et 1970. L'accident se serait produit dans sa salle d'entraînement alors que, sans s'être préalablement échauffé, il entame une série de « good-morning », un exercice particulièrement éprouvant pour les lombaires, avec une charge d'environ 60 kg — approximativement son propre poids,. Le médecin consulté diagnostique une lésion du quatrième nerf sacré. On lui interdit alors de pratiquer toute forme d'exercice. On lui dit même qu'il ne pourra plus jamais pratiquer les arts martiaux comme avant. Il gardera des séquelles douloureuses de cet accident toute sa vie. Il reste alité quelques jours, et pendant six mois il abandonne tout exercice physique et en profite pour mettre par écrit des réflexions et croquis sur sa vision de l'art du combat et sur les relations entre celui-ci et la sagesse orientale. Sa veuve publiera ses écrits sous forme d'un livre, Tao of Jeet Kune Do, en 1975.
Depuis, le Mixed martial art et le free fight reprennent les mêmes principes que Bruce Lee : utiliser plusieurs arts martiaux ou sports de combats en même temps.

### Carrière d'acteur

#### Début aux États-Unis:Le Frelon vert

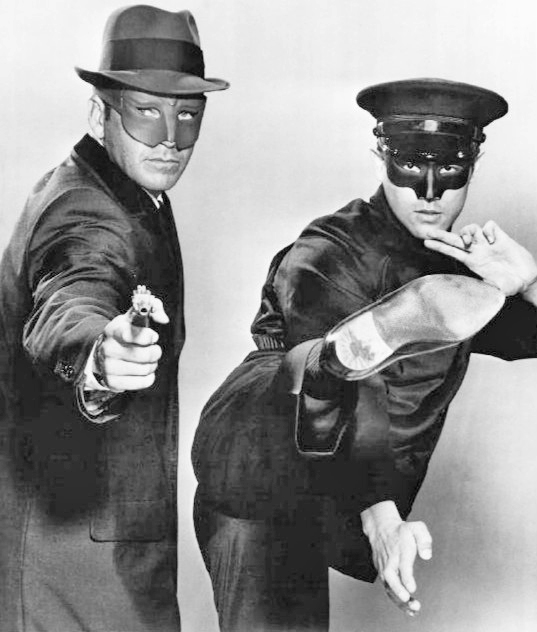
Van Williams et Bruce Lee dans la série télévisée Le Frelon vert.

En 1964, Bruce Lee fait une démonstration de kung fu durant le tournoi international de karaté de Long Beach, sa performance est filmée par Ed Parker. Quelque temps plus tard, le producteur William Dozier découvre le film grâce à Jay Sebring, célèbre coiffeur de stars.
Début 1965, il est contacté pour passer le casting d'un projet qui ne se fera finalement jamais, mais il obtient quand même un rôle, celui de Kato, dans la série télévisée Le Frelon vert (The Green Hornet). N'ayant pas grand impact aux États-Unis, au bout d'une seule saison, de 1966 à 1967, la série s'arrête, mais la performance de Bruce Lee a tout de même marqué le public, et des stars comme Steve McQueen, James Coburn, Kareem Abdul-Jabbar, ou encore Roman Polanski deviennent ses élèves. Il fait trois apparitions en tant que Kato dans trois épisodes de Batman.
Par la suite, le cinéma américain acceptant mal les acteurs non blancs, sa carrière stagne rapidement. Il est cantonné à de petits rôles secondaires (L'Homme de fer en 1967, Blondie en 1969, Cent filles à marier en 1969, La Valse des truands) et parfois juste chorégraphe des combats (Matt Helm règle son comte, La Pluie de printemps). Le coup le plus difficile à encaisser, c'est d'être écarté de la série The Warrior (rebaptisé plus tard Kung Fu) alors qu'il en avait écrit le synopsis, le rôle principal étant donné à David Carradine, un acteur qui connaît très peu les arts martiaux.
En 1970, il subit une grave blessure au dos, provoquée par une surcharge de poids à l'entraînement. Il reste immobile durant plus de six mois, passant beaucoup de son temps à peaufiner sa théorie et sa philosophie des arts martiaux. Après beaucoup d'efforts, il finit par se rétablir, le risque de se trouver quasiment handicapé faisait partie du pronostic médical, mais il gardera tout de même jusqu'à la fin de sa vie des douleurs régulières au dos.
Pendant ce temps-là, du côté de l'Asie, la série Le Frelon vert (rebaptisée The Kato Show) est un succès et le producteur Raymond Chow, du studio Golden Harvest, le démarche pour qu'il vienne tourner à Hong Kong, par l'intermédiaire de l'actrice Liu Liang-hua (épouse du réalisateur de la Golden Harvest Lo Wei), qui se rend à Los Angeles pour le rencontrer,,.

#### Retour à Hong Kong: succès au cinéma

Logo de Concord Production Inc., une société de production cinématographique fondée en partie par Bruce Lee.

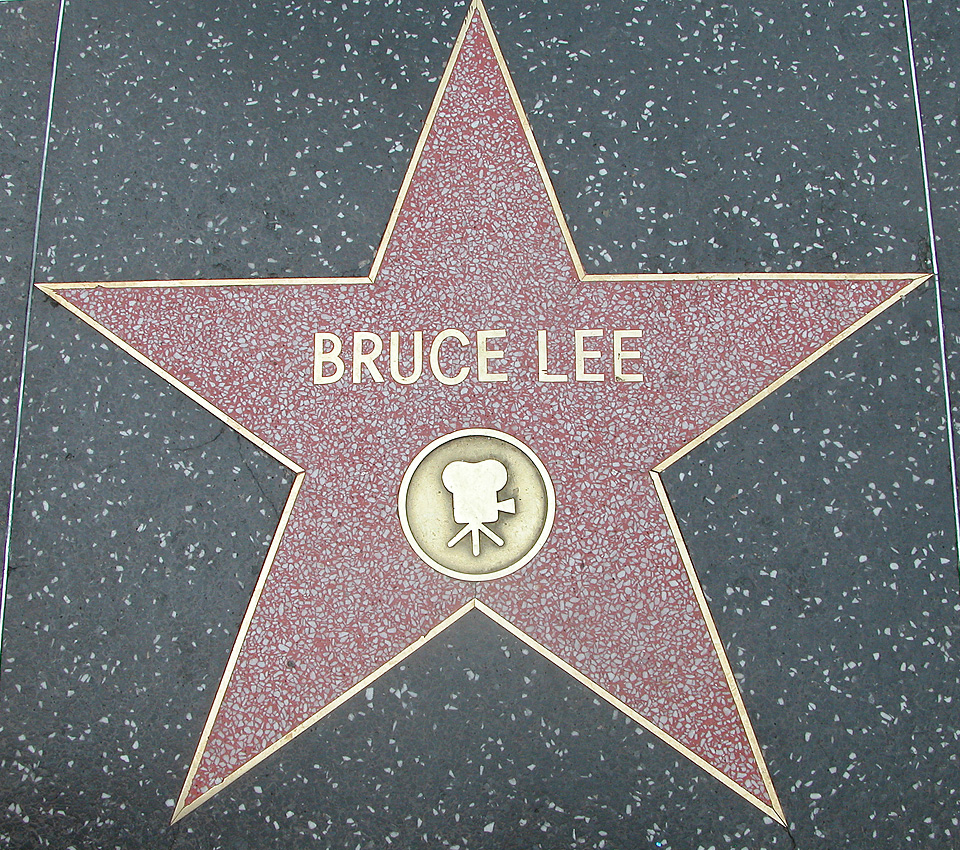
Étoile de Bruce Lee sur le Hollywood Walk of Fame de Hollywood Boulevard.

En 1971, la carrière de Bruce Lee commence vraiment avec le film Big Boss, qui raconte les malheurs et la vengeance d'immigrés chinois en Thaïlande ayant découvert le trafic de drogue dont est coupable leur employeur. L'acteur avait auparavant refusé une proposition de la Shaw Brothers pour se tourner vers la plus modeste Golden Harvest. Toutefois, le climat du tournage est difficile pour Bruce Lee, en raison d'incompatibilités d'humeur avec le réalisateur Lo Wei et seul le succès du film lui fait poursuivre sa carrière hong-kongaise. La même année, il fera un retour rapide aux États-Unis pour tourner dans la série Longstreet, où il joue le rôle d'un instructeur d'arts martiaux qui entraîne le détective aveugle Mike Longstreet (James Franciscus).
En 1972, il tourne dans La Fureur de vaincre le rôle d'un étudiant chinois qui revient à Shanghai pour venger la mort de son maître (le célèbre Maître Huo) qui, selon lui, s'est fait assassiner par un traître. Ce film inspirera Fist of Legend de Jet Li. La même année, il tourne dans La Fureur du dragon, premier film asiatique tourné en Europe (en Italie). Il joue le rôle de Tang Lung, un Hongkongais envoyé à Rome pour aider la famille d'un ami victime de racket.
En 1972, dans le film Le Jeu de la mort, il interprète un champion d'arts martiaux qui doit affronter dans une pagode toute une série d'adversaires, avec un style différent à chaque étage, le dernier étant réservé au jeet kune do, pratiqué dans le film par son élève le basketteur Kareem Abdul-Jabbar. Bruce Lee interrompt le tournage pour se consacrer à la superproduction hollywoodienne de la Warner Bros, Opération Dragon réalisé par Robert Clouse qui fera de Lee une star internationale. Mais malheureusement, il ne verra jamais ce succès car il meurt quelques semaines avant la sortie du film.
Cinq ans plus tard, Le Jeu de la mort reprend sans lui ; le scénario est alors modifié et raconte l'histoire de Billy Lo, un acteur célèbre qui se fait menacer de racket par la mafia chinoise. Le film est rafistolé de toutes les manières qui soient (un acteur porte même dans un plan un masque en carton avec la photo de Bruce Lee). Des images des véritables funérailles de Bruce Lee sont utilisées pour la scène des funérailles de Billy Lo. À la fin du film, Bruce Lee réapparaît car il avait tourné trois scènes de combat.

### Mort
Le 10 mai 1973, il s'effondre lors d'une séance de remplacement automatique de dialogues pour Opération Dragon au studio de cinéma Orange Sky Golden Harvest à Hong Kong. Comme il souffrait de crises d'épilepsie et de maux de tête, il est transporté d'urgence à l'hôpital baptiste de Hong Kong, où les médecins diagnostiquent un œdème cérébral . Ils parviennent à réduire le gonflement grâce à l'administration de mannitol.
Bruce Lee meurt le 20 juillet 1973 à Hong Kong, dans le studio de l'actrice taïwanaise Betty Ting Pei, situé à une rue de la maison de l'acteur. Raymond Chow, cofondateur des studios Golden Harvest, explique que l'acteur a pris un médicament (cachet d'Equagesic (en), un mélange d’aspirine et de méprobamate) contre le mal de tête auquel il était très sensible. Il se déclare également personnellement effondré par la mort de Bruce Lee, un drame qui l'a amené à suspendre la préparation du Jeu de la mort, dernier film de l'acteur.
D'après l'autopsie, la cause officielle de la mort de l'acteur est un œdème cérébral, consécutif à une réaction allergique à un analgésique, un cas rare d'hypersensibilité à l'Equagesic,. Les rumeurs qui suivent sa mort (amplifiées à la suite de la mort de son fils Brandon, due à un pistolet chargé accidentellement) évoquent différentes causes et motifs fantaisistes (mafia chinoise et collusions avec Raymond Chow, son producteur de l'époque ; milieu des arts martiaux ; surnaturel ; prise de cannabis).
Deux mois avant sa mort, il avait déjà subi une crise d'épilepsie avec perte de connaissance ; les céphalées qui ont motivé sa prise d'analgésiques étant souvent présentes avant la rupture d'anévrisme, le médicament en lui-même pourrait ne pas être incriminé ; par ailleurs, l'œdème cérébral est classiquement lié à ces accidents vasculaires cérébraux.
Selon une autre théorie, avancée par le légiste Michael Hunter, Bruce Lee serait mort des suites d'un abus de cortisone, que l'acteur prenait depuis 1970 après s'être blessé au dos au cours d'une séance de musculation.
Dans une interview, son ami Chuck Norris raconte qu'en 1968, Lee s'était blessé au dos après avoir soulevé des poids de musculation. Il s'est ensuivi trois semaines d'hospitalisation. Les médecins se demandaient même s'il allait pouvoir remarcher un jour. À partir de cet évènement, bien qu'il se soit rétabli rapidement de sa blessure, Lee avait régulièrement besoin de prendre des médicaments anti-douleur. Selon Norris, le jour de sa mort, Lee a eu de violents maux de tête. Il décida alors de prendre un autre médicament puissant pour ces douleurs mais la réaction produite par l'administration simultanée de ces deux médicaments provoqua un anévrisme qui le tua.
En 2022, pour des médecins, un œdème cérébral dû à une surconsommation d'eau aurait tué l'acteur, à la suite de l'affaiblissement de ses reins, dû à la prise d'anti-douleurs et de stupéfiants. Il paraîtrait en réalité qu'il soit décédé d'hyponatrémie – une faible concentration de sodium dans le sang –, qui peut être causée par une présence excessive d'eau ou de liquide dans le corps. « Nous émettons l'hypothèse que Bruce Lee est mort d'une forme spécifique de dysfonctionnement rénal. L'acteur a dû être dans l'incapacité d'excréter suffisamment d'eau par son urine pour maintenir l'homéostasie – la régulation – du liquide. Dans ces conditions, cela peut conduire à une hyponatrémie », explique l'équipe de recherche dans le Clinical Kidney Journal.
Il avait d'ailleurs mentionné qu'il avait adopté un régime à base de liquide, essentiellement composé de jus de carotte et de pomme, et d'une quantité astronomique d'eau. Ils pensent aussi que « ses antécédents médicaux laissaient présager une mort prochaine, puisque la capacité des reins de Bruce Lee à évacuer l'eau était particulièrement affaiblie » et n'était « pas en mesure de gérer des quantités, même normales, de liquides ».

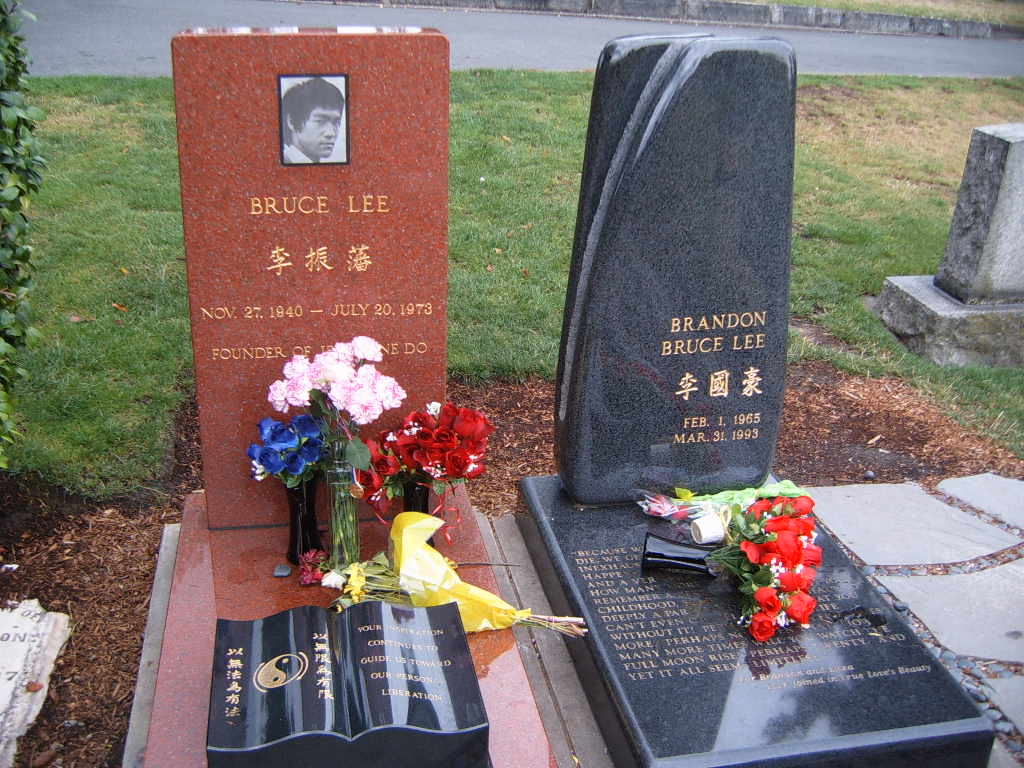
Les tombes de Bruce et Brandon Lee au cimetière de Lake View à Seattle.

Il repose au cimetière de Lake View à Seattle,, aux côtés de la tombe de son fils Brandon, mort en 1993. Lors de ses funérailles, son cercueil est porté par James Coburn, Taky Kimura, Dan Inosanto, Robert Lee (en) et Steve McQueen.
L'année 2023 célèbre dans le monde entier les cinquante ans de la mort de l'homme de cinéma et de l'artiste martial inventeur du jeet kune do.

## Filmographie

### Acteur

#### Cinéma
- 1941 : Gum Moon Lui / Golden Gate Girl (en) / Golden Gate Woman / Tears of San Francisco : un bébé qui pleure (non crédité, Bruce n'a que 3 mois et joue un bébé fille)
- 1946 : The Birth of Mankind
- 1948 : Foo Gwai Fau Wan / Wealth is Like a Dream (Bruce Lee est crédité sous le nom de « Cow Boy »)
- 1949 : Mung Lee Sai Si / Sai See in The Dream : Yam Lee
- 1949 : Faan Lee Dut / The Story of Fan Li Hua
- 1950 : Dut Hoi Dip Moon Chi / Blooms and Butterflies
- 1950 : The Kid (Sai Lo Cheung, Kid Cheung, My Son Ah Cheung) : Kid Cheung (Bruce Lee est crédité pour la première fois sous le nom Lee Siu Lung : « le petit dragon Lee »)
- 1951 : Yun Chee Chor / Infancy / The Birth of Mankind / The Beginning of a Boy / The Beginning of The Human Being : Ngau Tsai
- 1953 : Foo Hoy Ming Dung / Haine et Passion / A Son is Born : Ah Sang
- 1953 : Chee Mu Liu / A Mother's Tears / A Mother Remembers : Ah Leung
- 1953 : Fu Chee Chor / Blame it on Father / The Bad Boy / Boys on The Street : Big Eye Dog
- 1953 : Cheen Man Yun Ga / A Myriad Homes / Countless Families : Ah B
- 1953 : Al Lull Chun Heel / In The Face of Demolition (en) : le fils d'un vendeur de journaux
- 1955 : Ngoi I / Love I
- 1955 : Ngoi II / Love II / Carnival
- 1955 : Gu Sing Lui Huet / An Orphan's Tragedy (en) / Orphan Ah Sam : Wong Fuk-kwan
- 1955 : Sull Duk Wun Hoy Geen Yuet Ming / The Faithuful Wife : Hung Tsai
- 1955 : Gu Yee Hung / Orphan Song : Chung-hing
- 1955 : Yu Lui Jai / We Owe It to Our Children / The More The Merrier : Tam-jai
- 1956 : Ja Deen Lap Fok / The Wise Guys Who Fool Around / Sweet Time Together : Yeung Siu-lung
- 1956 : Jo Jee Dong Ngaw Mmga / Too Late For Divorce
- 1957 : Loy Yu / Thunderstorm (en) : Chow Chung
- 1957 : Tian Jie Er / Darling Girl : un camarade de classe
- 1960 : L'Orphelin (The Orphan) : Ah Sam
- 1969 : La Valse des truands (Marlowe) de Paul Bogart : Winslow Wong
- 1971 : The Big Boss de Lo Wei : Cheng Chao-an
- 1972 : La Fureur de vaincre (Fist of Fury) de Lo Wei : Chen Zhen / Chen Jeh
- 1972 : La Fureur du dragon (The Way of the Dragon) de Bruce Lee : Tang Lung
- 1973 : Opération Dragon de Robert Clouse : Lee
- 1973 : Le Jeu de la mort de Robert Clouse : Hai Tien (film inachevé de 1972) / Billy Lo (version de 1978)
- 1974 : Le Retour du dragon[36] (The Green Hornet) de William Beaudine, Norman Foster et Darrell Hallenbeck : Kato

#### Télévision

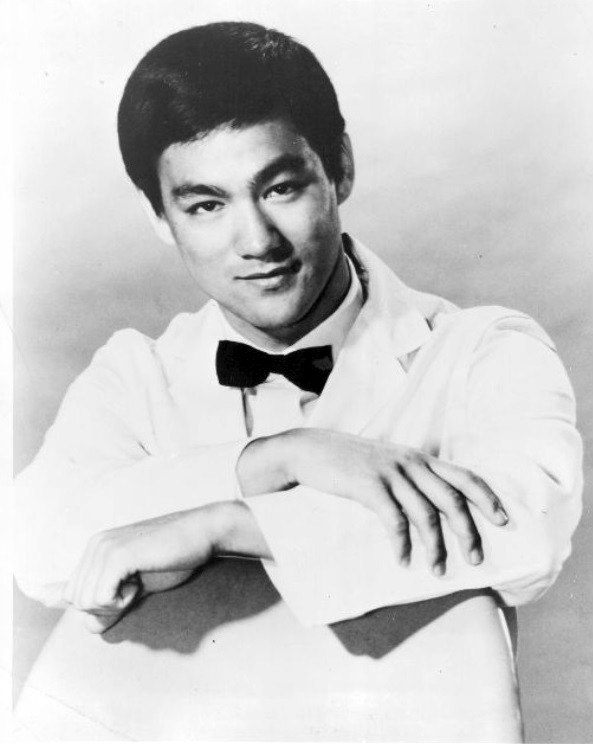
Bruce Lee en 1967, dans le rôle de Kato de la série télévisée
Le Frelon vert.

- 1966-1967 : Batman (série télévisée) : Kato (saison 2, épisodes 7, 51 et 52)
- 1966-1967 : Le Frelon vert (série télévisée) : Kato (26 épisodes)
- 1967 : L'Homme de fer (série télévisée) : Leon Soo (saison 1, épisode 8)
- 1969 : Blondie (série télévisée) : Mr Yoto (épisode 13)
- 1969 : Cent filles à marier (série télévisée) : Lin Sun (saison 1, épisode 25)
- 1971 : Longstreet (série télévisée) : Li Tsung (épisodes 1, 6, 9 et 10)

### Scénariste
- 1971 : The Big Boss (non crédité)
- 1971 : Longstreet (série télévisée) (participation pour l'épisode 1)
- 1972 : Kung Fu (série télévisée)
- 1972 : La Fureur du dragon
- 1975 : New York ne répond plus
- 1978 : Le Jeu de la mort (film incomplet de 1972)
- 1978 : Le Cercle de fer / La Flûte silencieuse

### Réalisateur
- 1972 : La Fureur du dragon

### Chorégraphe des combats
- 1966 : Le Frelon vert (série télévisée) (participation pour les combats de son personnage Kato)
- 1968 : Matt Helm règle son comte (participation)
- 1969 : La Pluie de printemps (participation)
- 1971 : The Big Boss (non crédité)
- 1972 : La Fureur de vaincre
- 1972 : La Fureur du dragon
- 1973 : Qi Lin Zhang / Fist of Unicorn / The Unicorn Palm (participation)
- 1973 : Opération Dragon
- 1978 : Le Jeu de la mort (film incomplet de 1972)

## Philosophie du jeet kune do
| Héritage du wing chun / jeet kune do              | |
| Sifu de Wing Chun                                 | Yip Man (葉問) |
| Autres instructeurs                               | Sihing Wong Shun-leung (黃惇樑) Ji Han-jae                                                                                |
| Sparring partner principaux                       | Toe Dai, Hawkins Cheung (Note : Il était ami avec Bruce Lee à cette époque.)                                              |
| Bruce Lee (李小龍) Créateur du Jeet Kune Do       | |
| Élèves principaux en Jun Fan Gung Fu/Jeet Kune Do | Jesse Glover Steve Golden Dan Inosanto Taky Kimura Jerry Poteet Ted Wong James Yimm Lee Et de nombreux autres ...         |
| Élèves célèbres en Jun Fan/Jeet Kune Do           | Kareem Abdul-Jabbar James Coburn Joe Lewis Roman Polanski Lee Marvin Steve McQueen Chuck Norris Et de nombreux autres ... |

L'emblème du jeet kune do.

Quoiqu'étant reconnu pour son talent dans les arts martiaux, Bruce Lee a aussi étudié le théâtre et la philosophie à l'université de Washington. Il aimait la lecture et avait une ample collection littéraire. Ses propres livres traitant des arts martiaux, de combat et de leur philosophie, sont reconnus pour leur contenu philosophique pertinent non seulement dans le contexte des arts martiaux, mais aussi dans la vie courante.
Sa philosophie éclectique reflétait souvent sa philosophie de combat, mais il affirmait fermement que son art martial n'était qu'une métaphore pour sa pensée. Il affirmait que toute connaissance était une forme de connaissance de soi et disait que sa principale façon de l'exprimer était les arts martiaux.
Quelques-unes de ses influences sont le taoïsme, Jiddu Krishnamurti et le bouddhisme. Cependant, il se déclarait athée : dans une entrevue accordée en 1972 concernant son affiliation religieuse, il affirma : « aucune » (« none whatsoever ») ; et quand on lui demanda s'il croyait en Dieu, il répondit : « En toute honnêteté, non, pas du tout » (« To be perfectly frank, I really do not »).
Voici quelques citations de Bruce Lee qui informent sur sa philosophie de combat, notamment l'adaptation, :

« Faites le vide dans votre esprit. Soyez sans forme, déformé, comme de l'eau. Maintenant, vous mettez de l'eau dans une tasse, elle devient la tasse. Vous mettez de l'eau dans une bouteille, elle devient la bouteille. Vous la mettez dans une théière, elle devient la théière. Maintenant, l'eau peut s'écouler ou elle peut s'écraser… Soyez comme l'eau, mon ami.

(Empty your mind. Be formless, shapeless, like water. Now you put water into a cup, it becomes the cup. You put water into a bottle, it becomes the bottle. You put it in a teapot, it becomes the teapot. Now, water can flow or it can crash. Be water my friend.) »

Mais aussi :
- « Toute forme de connaissance devient finalement connaissance de soi ».
- « N'utilisez que ce qui fonctionne, et puisez-le partout où vous le trouvez »[43].
- « Ne pas nier l'approche classique, simplement par réaction, sinon pour dupliquer le motif, et y rester pris »[44].
- « S'emporter trop facilement vous jouera des tours un jour ou l'autre ».
- « Soyez fidèle à vous-même, exprimez-vous, ayez confiance en vous-même, ne cherchez pas chez autrui un modèle de succès à imiter ».
- « Si il y a un Dieu il est à l'intérieur, tu ne demandes pas à Dieu de te donner des choses tu dépends de Dieu pour ton thème intérieur ».
- « Non pas l'accumulation au quotidien mais la perte au quotidien. Supprimez le superficiel ».
- « Si vous parlez de sport, c'est une chose. Mais quand vous parlez de combat, et c'est le cas, alors vous feriez mieux d'entraîner chaque partie de votre corps »[B 1]

Entre le 27 mai et le 10 juillet 1965, Bruce Lee réalisa quatorze séances de musculation au gymnase Hak Keung lors de vacances à Hong Kong. Les fiches d'entraînement détaillant les exercices réalisés et les mensurations prises, avant et après la période d'entraînement, ont été publiées par Linda Lee en 1989 et commentées par John Little dans The Art of Expressing the Human Body.

## Héritage et influence
Bruce Lee a marqué toute une génération de créateurs et d'artistes.

### Cinéma

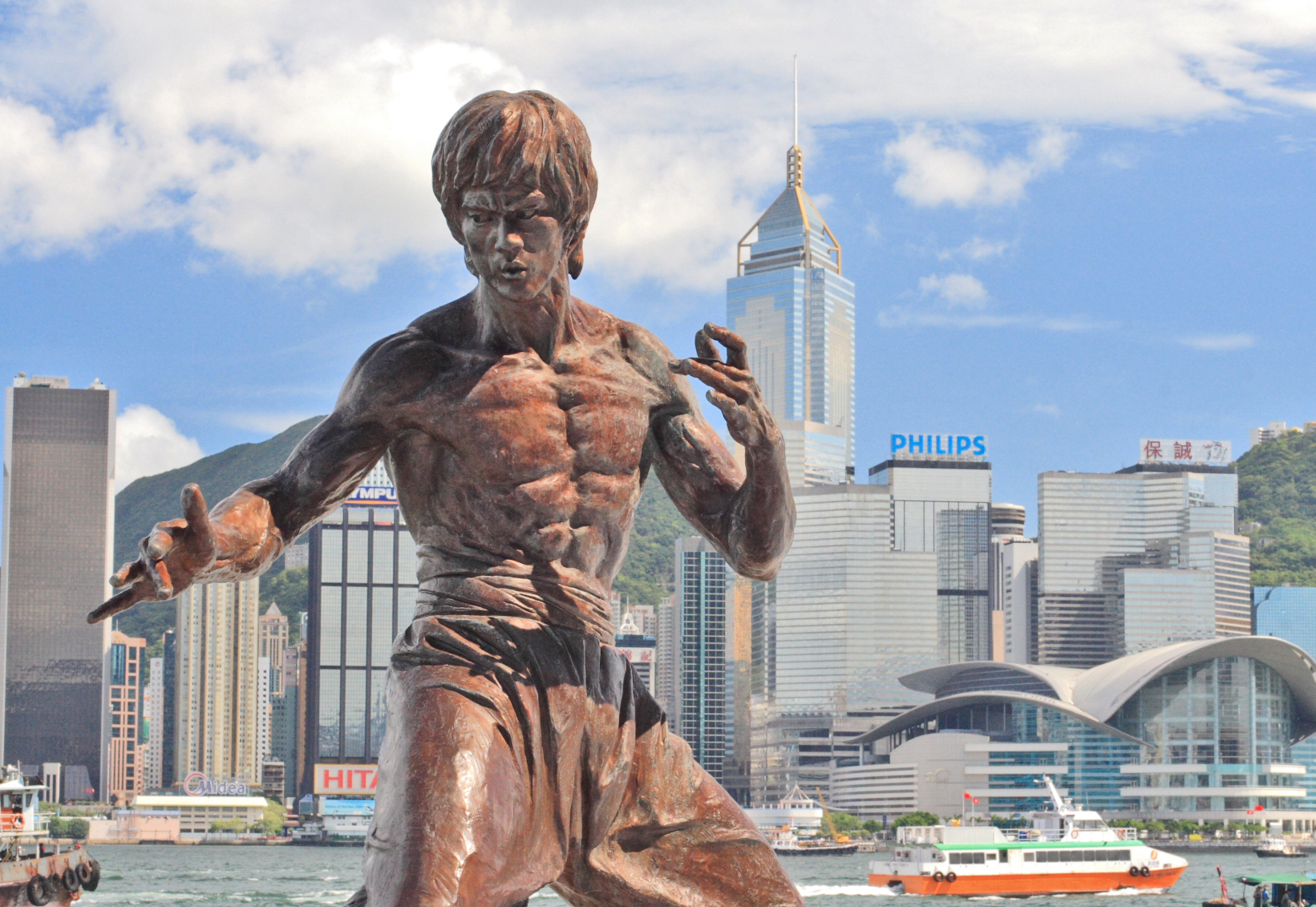
Statue en bronze de Bruce Lee sur l'Avenue des Stars de Hong Kong.

- Dans Le Tigre rouge (1985) de Corey Yuen, le personnage de Jason (Kurt McKinney), un jeune élève de karaté et grand admirateur de Bruce Lee, est amené à affronter Ivan Kraschinsky (Jean-Claude Van Damme). Une nuit, le fantôme de Bruce Lee (Kim Tai-chung) rend visite à Jason et commence à l'entraîner au jeet kune do. À force de courage et de volonté, de pratiquant moyen, Jason devient rapidement un combattant hors pair.
- Dans Last Action Hero (1993) de John McTiernan, le personnage de Benedict (Charles Dance) dit à Jack Slater (Arnold Schwarzenegger) « Vous ne cassez pas des briques », ce à quoi Slater lui répond : « Non, je laisse ça à Bruce Lee ».
- Dans le film Dragon, l'histoire de Bruce Lee en 1993, biopic de Bruce Lee.
- Dans La Tour Montparnasse infernale (2001) de Charles Nemes, une scène pastiche revisite la rencontre entre Kareem Abdul-Jabbar (Ramzy) et Bruce Lee (Bô Gaultier de Kermoal) du film Le Jeu de la mort.
- Dans Shaolin Soccer (2001) de Stephen Chow, un des acteurs est le sosie de Bruce Lee, possède la même gestuelle que lui et porte sa combinaison jaune et noire du Jeu de la mort.
- Dans Kill Bill : Volume 1 (2003) de Quentin Tarantino, Beatrix Kiddo (Uma Thurman) porte une combinaison jaune qui rappelle celle de Bruce Lee dans Le Jeu de la mort.
- Dans Ip Man 2 (2010) (interprété par Jiang Daiyan), Ip Man 3 (2015)[45] et Ip Man 4 (2019) (interprétés par Danny Chan), réalisés par Wilson Yip.
- Dans Once Upon a Time… in Hollywood (2019) de Quentin Tarantino, Bruce Lee (Mike Moh) apparaît dans une scène et affronte Cliff Booth (Brad Pitt) lors d'un combat « amical ».

### Bande dessinée et manga
États-Unis

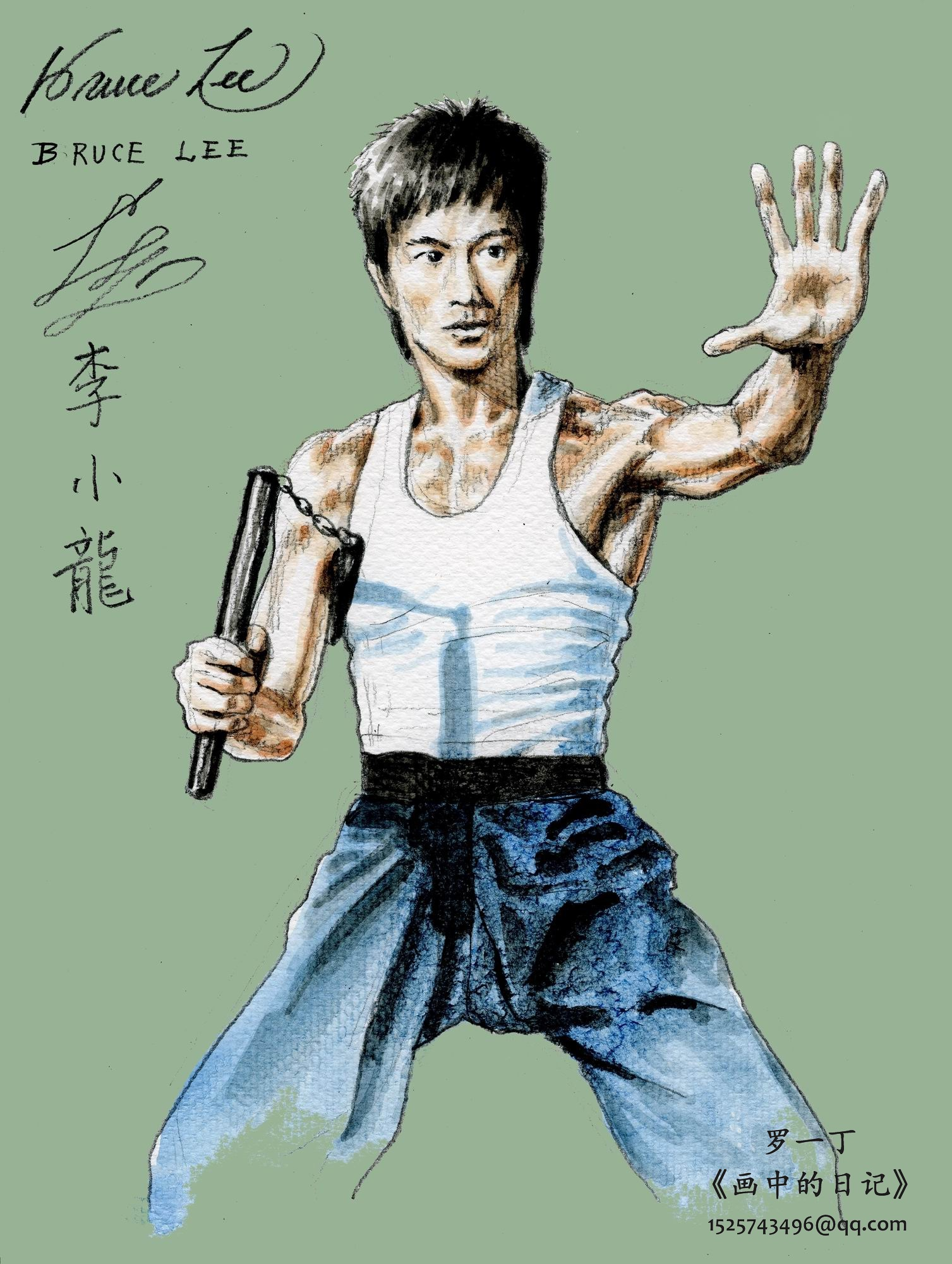
Poster de fan figurant Bruce Lee dans une pose caractéristique de ses rôles au cinéma.

- Une biographie dessinée de Bruce Lee apparaît dans le no 28 du magazine The Deadly Hands of Kung Fu (en) (septembre 1976), publié par Marvel Comics, scénarisé par Martin Sands et dessiné par Joe Staton et Tony DeZuniga.

Par ailleurs, deux personnages de Marvel Comics s'inspirent de Bruce Lee :
- le super-héros Iron Fist ;
- le super-héros Shang-Chi, surnommé « The master of Kung Fu », en parallèle avec Iron Fist.

- Le personnage de Gin Seng, héros de la série Phantom Force (1993)[46], l'un des derniers comics produits par Jack Kirby, est inspiré de Bruce Lee. Les pages dans lesquelles il apparaît sont directement recyclées d'un projet de comic book consacré à Bruce Lee datant des années 1970, mais qui n'a jamais vu le jour[47].
- En 1995, Malibu Comics publie une série de six comics sous le titre Bruce Lee, une histoire fictive dont le personnage principal n'a que peu de points communs avec Bruce Lee en dehors de la pratique des arts martiaux. Les auteurs de cette BD, Mike Baron (scénariste) et Val Mayerik (en) (dessinateur) avaient préalablement travaillé sur deux séries de BD consacrées à Kato, le personnage qu'interprétait Bruce Lee dans Le Frelon vert[a].

Japon
- Hokuto No Ken (en France : Ken le Survivant) : le personnage principal de la série est très librement inspiré de Bruce Lee, que ce soit dans son apparence (coupe de cheveux, sourcils noirs, muscles saillants…) ou dans sa voix dans l'animé (notamment ses cris) qui rappellent ceux de Bruce Lee[réf. souhaitée]
- Détective Conan : le personnage de Masumi Sera est adepte du style de combat de Bruce Lee, qui est le jeet kune do.
- Naruto : le personnage de Rock Lee est un clin d'œil à Bruce Lee et son maître Gaï Maito en est très inspiré.
- Shaman King : le personnage de Lee Pyron est aussi très inspiré de Bruce Lee.
- Great Teacher Onizuka : le personnage d'Onizuka porte à un moment un costume identique à celui de Bruce Lee dans le film Le Jeu de la Mort.
- Cowboy Bebop : lors de l'épisode 8, « Waltz For Venus », le jeune Rocco Bonnaro est impressionné par le style de combat du héros Spike Spiegel, qui n'est autre que le jeet kune do de Bruce Lee. Dans l'épisode 2 (« Stray dog strut »), Spike est dans un magasin et impressionne le vendeur avec sa connaissance des arts martiaux, notamment en reconnaissant un nunchaku modèle « Way of the Dragon », nom anglais de La Fureur du dragon.
- Eyeshield 21 : le personnage Seijuro Shin est un quasi « copié-collé » de Bruce Lee.

France
- Dans l'album « Menaces sur l'Empire » de la série Les Aventures de Philip et Francis, Philip Mortimer revêt une tenue jaune qui ressemble fortement à celle de Bruce Lee dans Le Jeu de la mort.

### Jeux de société
Bruce Lee est un personnage jouable dans le jeu d'affrontements de figurines Unmatched.

### Jeux vidéo
Plusieurs jeux vidéo s'inspirent directement du personnage de Bruce Lee :
- 1984 : Bruce Lee (Atari XL, existe également sur MSX, ZX Spectrum, Amstrad CPC, BBC Micro, C64 et MS-DOS).
- 1993 : Dragon: The Bruce Lee Story (Super Nintendo, Mega Drive, Atari Jaguar). Ce jeu est directement tiré du film Dragon, l'histoire de Bruce Lee.
- 2002 : Bruce Lee: Quest of the Dragon (Xbox).
- 2003 : Bruce Lee: Return of the Legend (Game Boy Advance).
- 2010 : Bruce Lee Dragon Warrior (jeu sur téléphone mobile[48]).

On trouve également des clins d'œil dans :
- Pokémon : le pokémon Kicklee est très librement inspiré de Bruce Lee.
- Grand Theft Auto: Liberty City Stories : le personnage peut débloquer la combinaison jaune que porte Bruce Lee dans Le Jeu de la mort.
- Sleeping Dogs: le personnage peut débloquer la combinaison jaune que porte Bruce Lee dans Le Jeu de la mort.
- Urban Rivals : le clan Fang Pi Clang veut donner le pouvoir à un clone de Bruce Lee élevé en secret.
- EA Sports UFC : le joueur peut débloquer Bruce Lee en contenu téléchargeable en précommandant le jeu avant sa sortie sur PlayStation 4 et Xbox One.

Dans diverses sagas de jeux de combat, certains personnages sont inspirés de l'acteur :
- Soulcalibur : le personnage de Maxi
- Dead or Alive : le personnage de Jann Lee (il y est d'ailleurs dit qu'il pratique le Jeet-Kune-Do)
- Tekken : Marshall et Forest Law
- Street Fighter : Fei Long, lui aussi star de cinéma
- World Heroes, Kim Dragon, lui aussi star de cinéma (chinoise dans le premier opus, mais coréenne dans les suivants, ADK ayant eu peur de poursuite de la part de la famille Lee)
- Mortal Kombat : Liu Kang
- League of Legends : le champion Lee Sin
- Virtua Fighter : le personnage de Jacky Bryant pratique le Jeet kune do, art martial créé par Bruce Lee.

### Musique
- Dans la chanson Kick It du groupe coréen NCT 127, plusieurs références sont faites à Bruce Lee et à son sport.

## Voix françaises
À l'exception d'Opération Dragon, il existe deux doublages sur les films de Bruce Lee :
- Bernard Murat dans :
  - Le Frelon vert (série télévisée - 1re voix)
  - La Valse des truands
  - La Fureur du dragon (1er doublage)
  - Opération Dragon
  - Le Retour du dragon (film composé de 3 épisodes du Frelon vert)
  - Le Jeu de la mort (1er doublage)
- Pierre Tessier[49] dans :
  - The Big Boss (2e doublage)
  - La Fureur de vaincre (2e doublage)
  - La Fureur du dragon (2e doublage)
  - Le Jeu de la mort (2e doublage)
- Philippe Ogouz[49] (*1939 - 2019) dans :
  - The Big Boss (1er doublage)
  - La Fureur de vaincre (1er doublage)

Et aussi :
- Frédéric Pieretti dans Le Frelon vert (série télévisée - 2e voix)
- Jacques Bernard (*1929 - 2024) dans Le Jeu de la mort 2 (images d'archives)